# Collichthys niveatus
Collichthys niveatus är en fiskart som beskrevs av Jordan och Starks, 1906. Collichthys niveatus ingår i släktet Collichthys och familjen havsgösfiskar. Inga underarter finns listade i Catalogue of Life.